# 加古川市
加古川市（日语：／ Kakogawa shi */?）是位於日本兵庫縣南部的城市，現為施行時特例市；是東播磨地方的主要城市；此地氣候溫暖，降雨較少，冬天雖有降雪但極為稀少。加古川自北往南貫穿轄區，主要市區位於轄區南側加古川河口左岸的加古川町、平岡町、別府町一帶。

## 人口
| 加古川市人口分布圖 |                                                 |  |
| 加古川市與日本全國年齡別人口分布比較圖 （2005年資料） | 加古川市的年齡、男女別人口分布圖 （2005年資料） |  |
| ■紫色是加古川市 ■綠色是全国 | ■藍色是男性 ■紅色是女性                         |  |
| 加古川市人口變化 \| 1970年 \| 140,344人 \| \| \| 1975年 \| 183,280人 \| \| \| 1980年 \| 212,233人 \| \| \| 1985年 \| 227,311人 \| \| \| 1990年 \| 239,803人 \| \| \| 1995年 \| 260,567人 \| \| \| 2000年 \| 266,170人 \| \| \| 2005年 \| 267,100人 \| \| \| 2010年 \| 266,937人 \| \| \| 2015年 \| 267,435人 \| \| \| 2020年 \| 260,678人 \| \| |                                                 |  |
| 資料來源：日本總務省統計中心提供之人口普查數據 |                                                 |  |
| 1970年 | 140,344人                                       |  |
| 1975年 | 183,280人                                       |  |
| 1980年 | 212,233人                                       |  |
| 1985年 | 227,311人                                       |  |
| 1990年 | 239,803人                                       |  |
| 1995年 | 260,567人                                       |  |
| 2000年 | 266,170人                                       |  |
| 2005年 | 267,100人                                       |  |
| 2010年 | 266,937人                                       |  |
| 2015年 | 267,435人                                       |  |
| 2020年 | 260,678人                                       |  |

## 歷史
轄區內有建於5世紀初的西條古墳群，6世紀時聖徳太子在此建立鶴林寺，本地開始以此寺門前町的形式發展。
12世紀，糟屋氏在此建立了加古川城，一直到16世紀末都由糟屋氏治理此地；直到1600年關原之戰時，因糟屋武則選擇加入西軍，戰後領地遭到沒收，加古川城也因此被廢棄。
江戶時代屬於姬路藩的領地，另有少數村落屬於忍藩的飛地領地，同時在本地建立了西國街道的宿場，此地開始以宿場町的形勢發展。
1871年廢藩置縣後，先後隸屬姬路縣和兵庫縣；1889年日本實施町村制時，設立了加古川町，隸屬加古郡。
1950年加古川町、神野村、野口村、平岡村、尾上村合併為加古川市，此後別府町和八幡村也先後併入加古川市，形成現在加古川市的範圍。
2002年成為特例市。

### 變遷表
| 1889年4月1日 | 1889年-1926年 | 1926年-1944年              | 1944年-1954年              | 1954年-1989年              | 1989年-現在 | 現在     |
| ------------ | ------------- | -------------------------- | -------------------------- | -------------------------- | ----------- | -------- |
| 加古川町     | 加古川町      | 加古川町                   | 1950年6月15日 加古川市     | 加古川市                   | 加古川市    | 加古川市 |
| 鳩里村       | 鳩里村        | 1929年3月20日 併入加古川町 | 1950年6月15日 加古川市     | 加古川市                   | 加古川市    | 加古川市 |
| 冰丘村       | 冰丘村        | 1937年3月15日 併入加古川町 | 1950年6月15日 加古川市     | 加古川市                   | 加古川市    | 加古川市 |
| 神野村       |               |                            | 1950年6月15日 加古川市     | 加古川市                   | 加古川市    | 加古川市 |
| 野口村       |               |                            | 1950年6月15日 加古川市     | 加古川市                   | 加古川市    | 加古川市 |
| 平岡村       |               |                            | 1950年6月15日 加古川市     | 加古川市                   | 加古川市    | 加古川市 |
| 尾上村       |               |                            | 1950年6月15日 加古川市     | 加古川市                   | 加古川市    | 加古川市 |
| 別府村       | 別府村        | 1928年11月15日 別府町      | 1951年10月1日 併入加古川市 | 加古川市                   | 加古川市    | 加古川市 |
| 八幡村       | 八幡村        | 八幡村                     | 八幡村                     | 1955年4月1日 併入加古川市  | 加古川市    | 加古川市 |
| 平荘村       |               |                            |                            | 1955年4月1日 併入加古川市  | 加古川市    | 加古川市 |
| 上荘村       |               |                            |                            | 1955年4月1日 併入加古川市  | 加古川市    | 加古川市 |
| 東志方村     | 東志方村      | 東志方村                   | 1954年8月1日 志方町        | 1979年2月1日 併入加古川市  | 加古川市    | 加古川市 |
| 志方村       |               |                            | 1954年8月1日 志方町        | 1979年2月1日 併入加古川市  | 加古川市    | 加古川市 |
| 西志方村     |               |                            | 1954年8月1日 志方町        | 1979年2月1日 併入加古川市  | 加古川市    | 加古川市 |
| 東神吉村     | 東神吉村      | 東神吉村                   | 東神吉村                   | 1956年9月30日 併入加古川市 | 加古川市    | 加古川市 |
| 西神吉村     |               |                            |                            | 1956年9月30日 併入加古川市 | 加古川市    | 加古川市 |
| 米田村       | 米田村        | 1928年11月10日 米田町      | 1928年11月10日 米田町      | 1956年9月30日 併入加古川市 | 加古川市    | 加古川市 |
| 米田村       | 米田村        | 1928年11月10日 米田町      | 1928年11月10日 米田町      | 1956年9月30日 併入高砂市   |             |          |

## 交通

### 鐵路
- 西日本旅客鐵道（JR西日本）
  - 山陽本線（JR神戶線）：（←播磨町） - 東加古川車站 - 加古川車站 - 寶殿車站 - （高砂市→）
  - 加古川線： 加古川車站 - 日岡車站 - 神野車站- 厄神車站 - （小野市→）
  - 山陽新幹線：（←播磨町） - （通過轄區內，但未設有車站） - （高砂市→）
- 山陽電氣鐵道
  - 本線：（←播磨町） - 別府車站 - 濱之宮車站 - 尾上之松車站 - （高砂市→）

過去還曾有日本國有鐵道高砂線、別府鐵道野口線、土山線、三木鐵道三木線可通往周邊的高砂市、播磨町、三木市等地，但現皆已停駛。

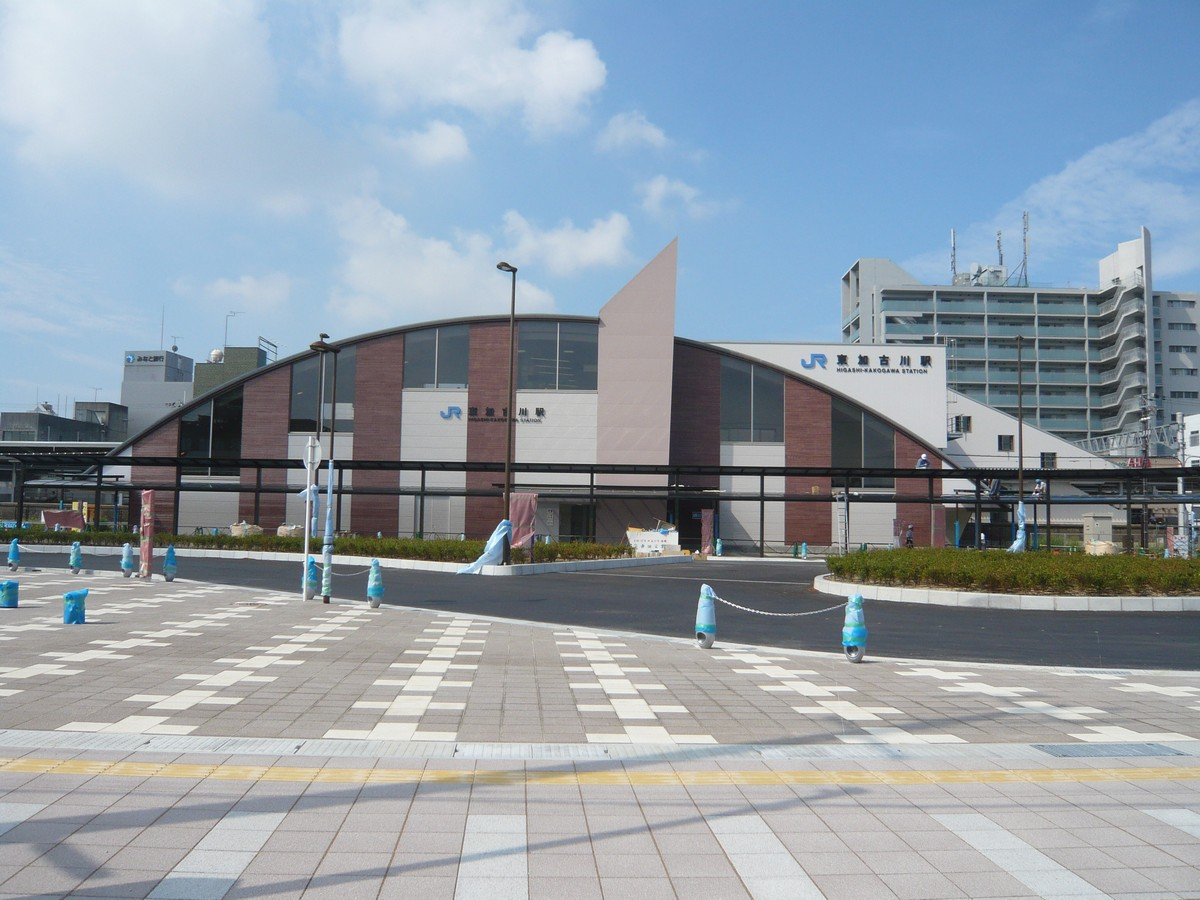
東加古川車站
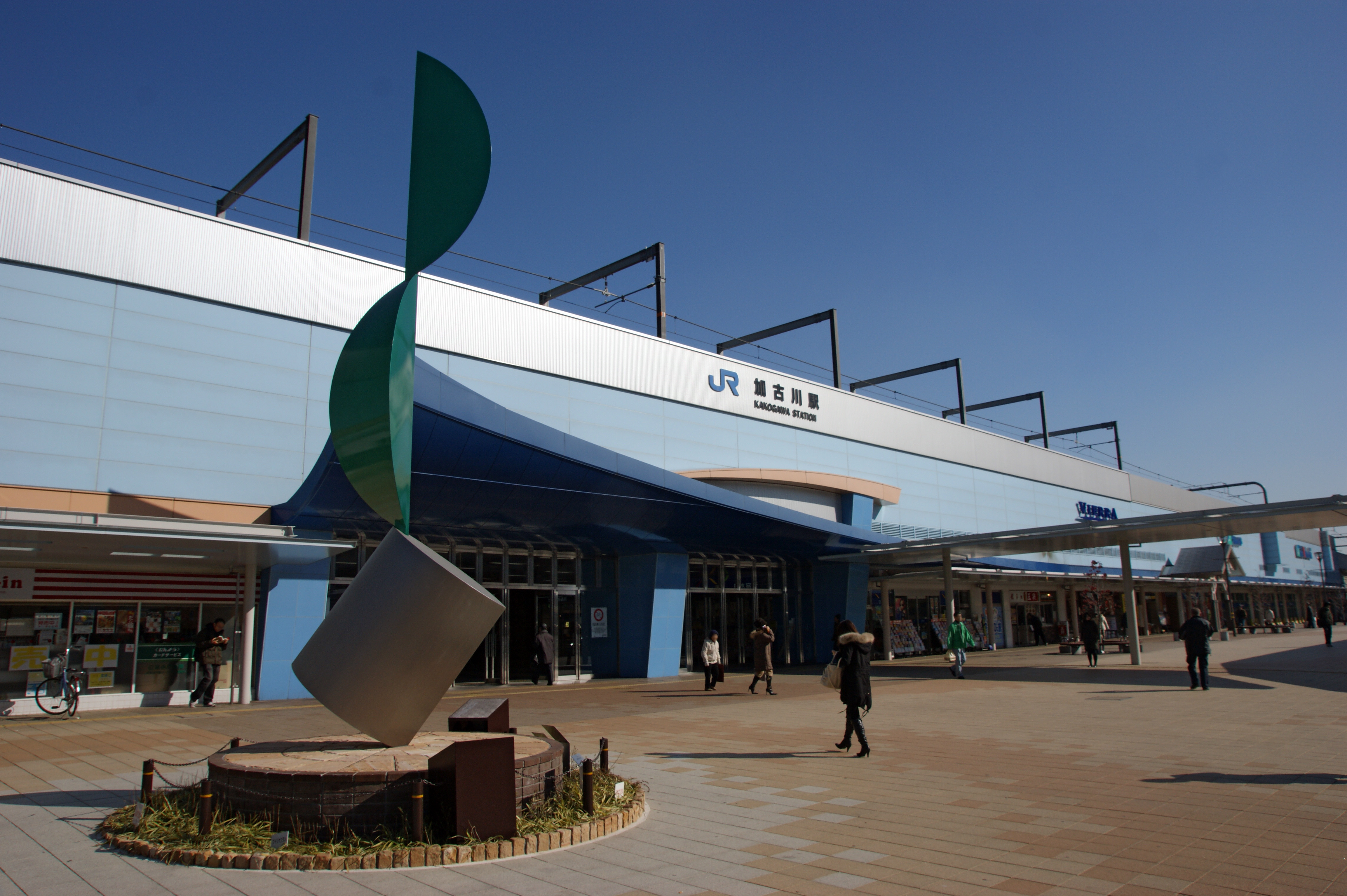
加古川車站
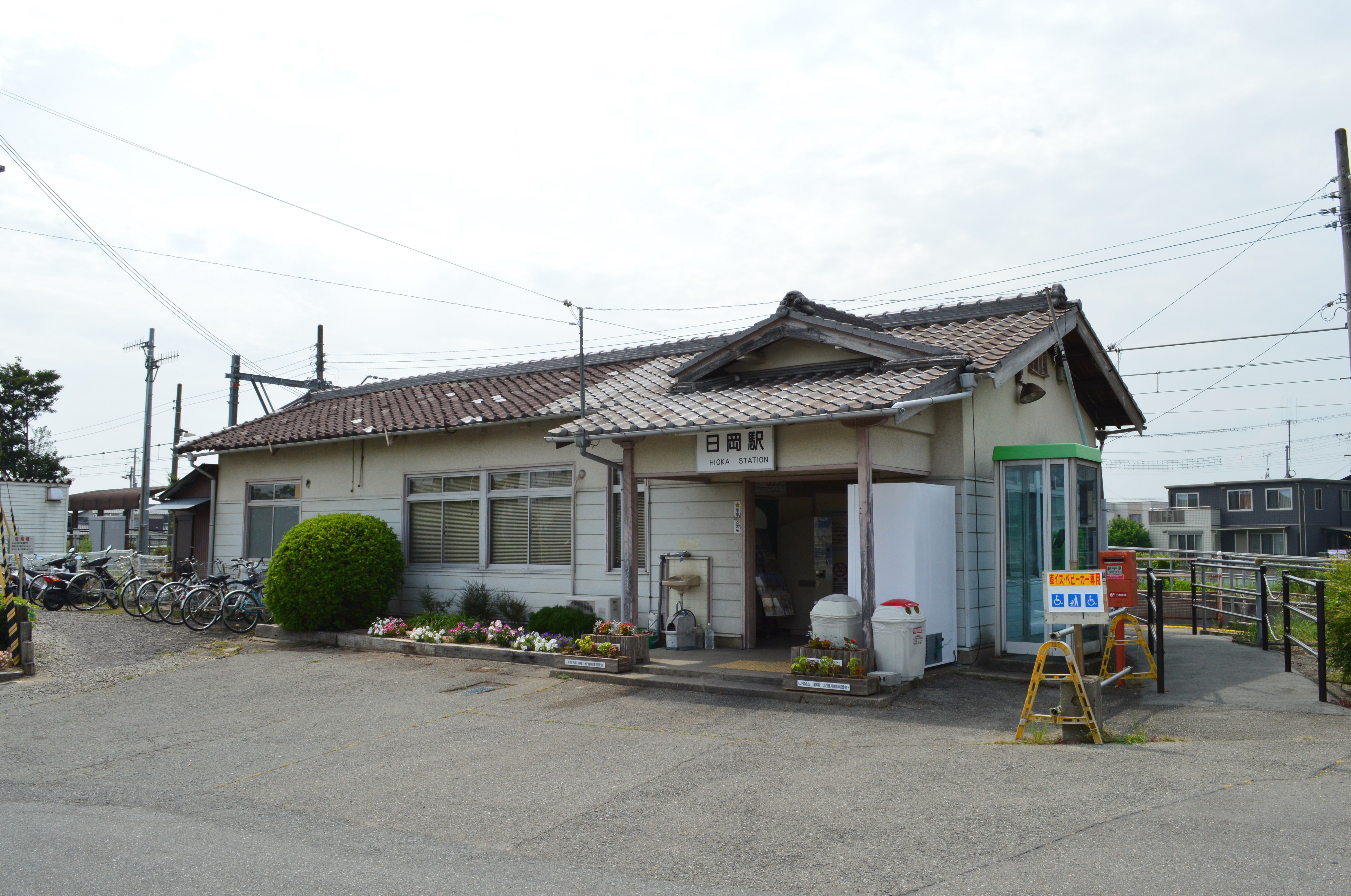
日岡車站
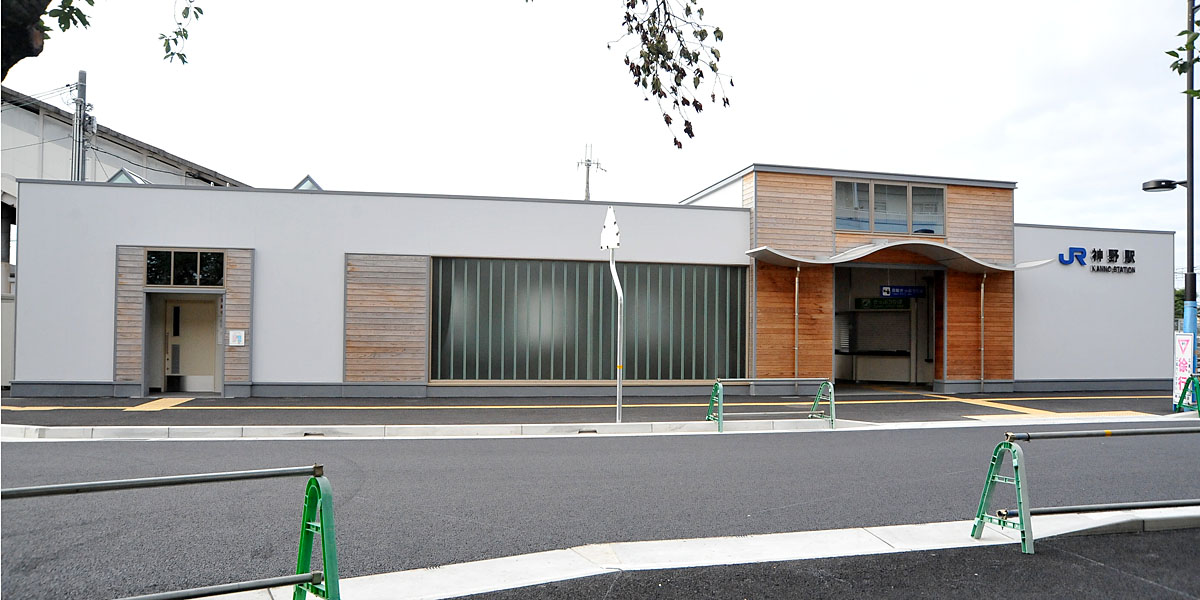
神野車站
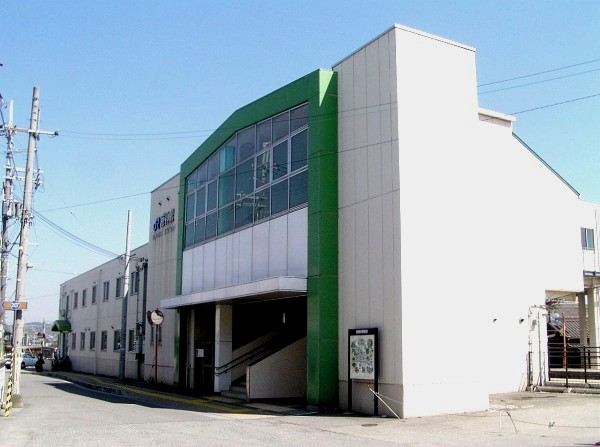
厄神車站
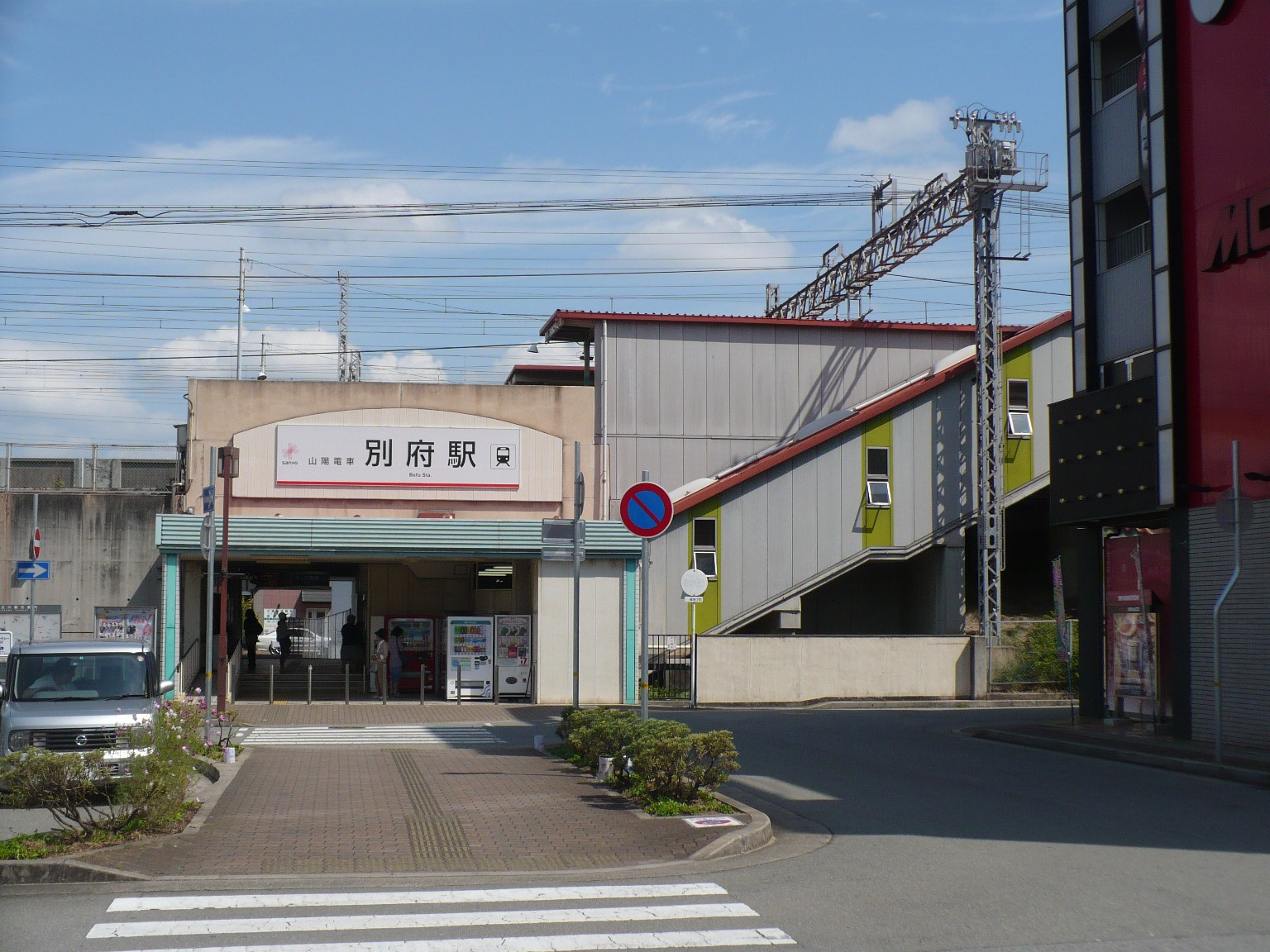
別府車站
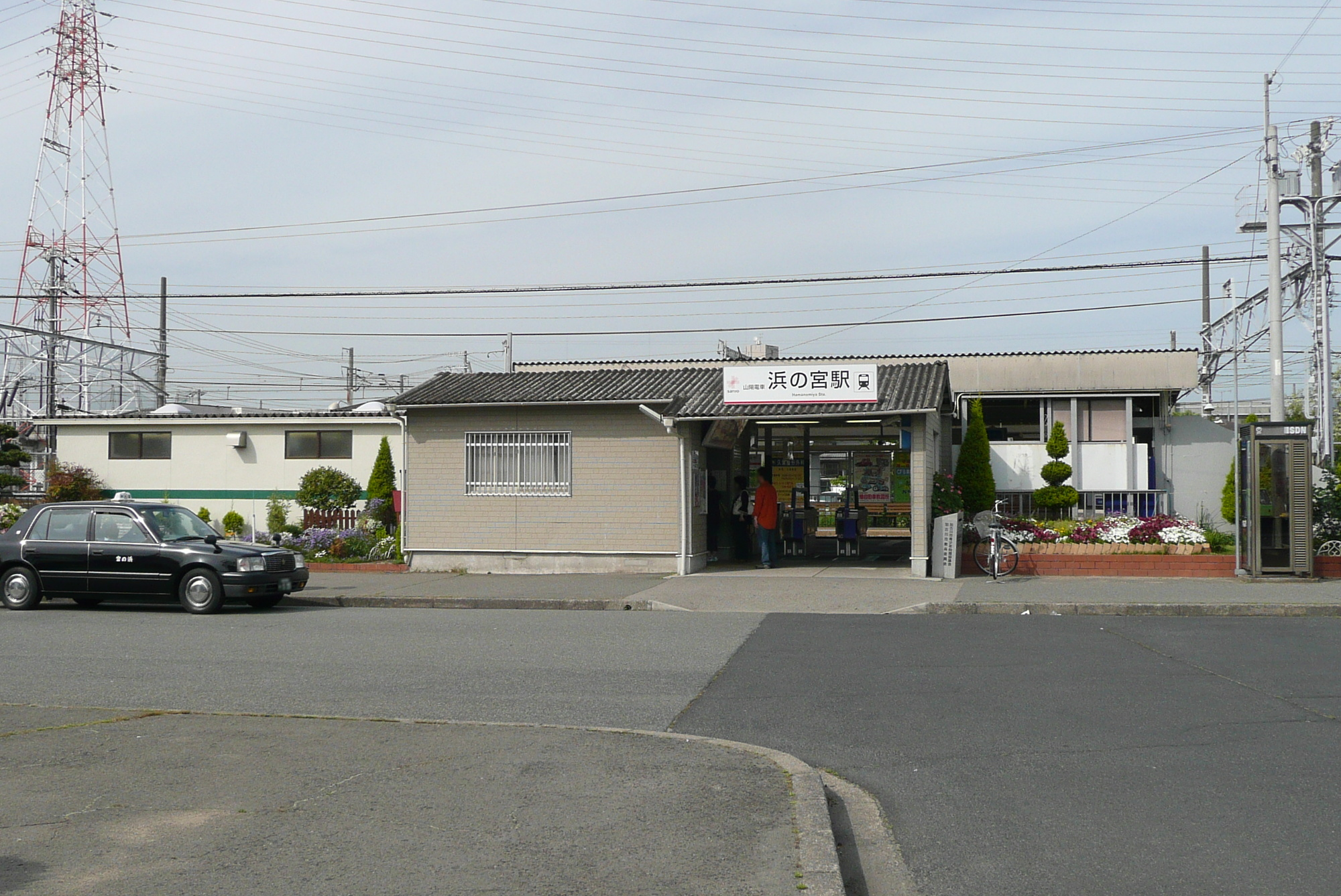
濱之宮車站
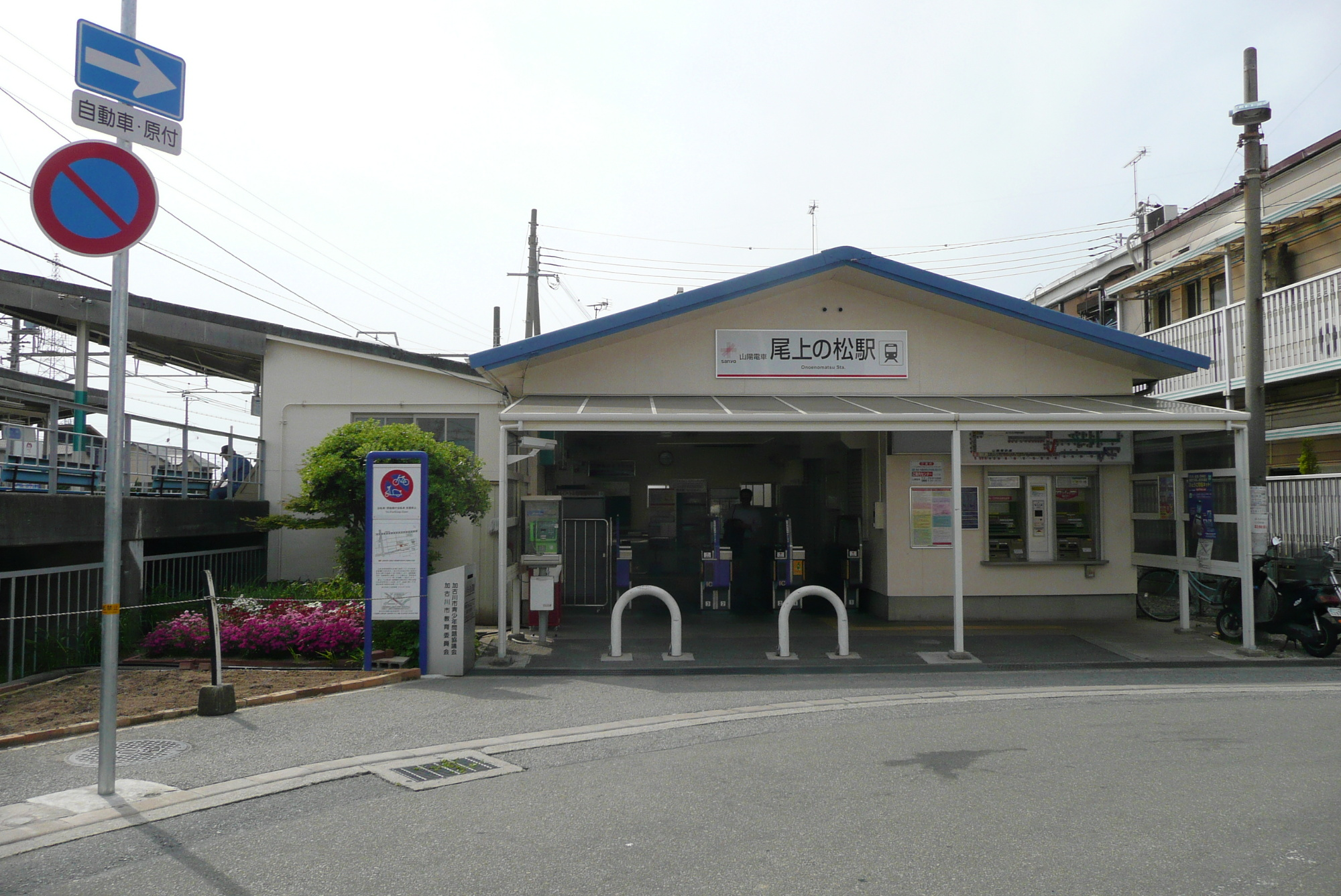
尾上之松車站

### 公路
高速道路
- 山陽自動車道：（三木市） - 權現湖休息區 - 加古川北交流道 - （姬路市）

國道
- 國道2號、國道250號

## 觀光資源

鶴林寺

西條古墳群的人塚古墳

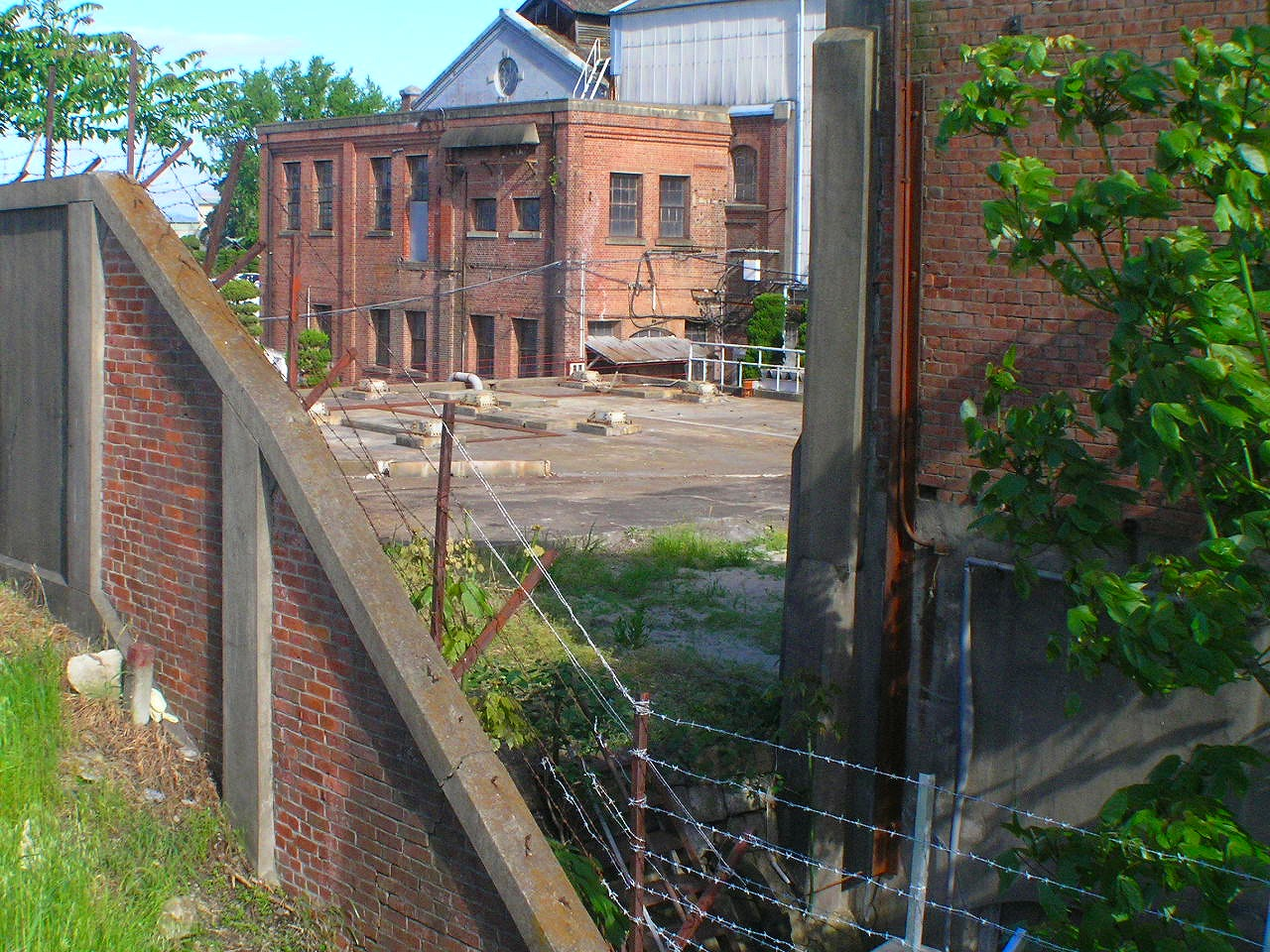
日本毛織加古川工廠遺跡

- 鶴林寺
- 平荘湖古墳群
- 西條古墳群（日语：西条古墳群） （國家史跡）
- 播磨中部丘陵縣立自然公園（日语：播磨中部丘陵県立自然公園）
- 加古川日本毛織社宅建築群（日语：加古川日本毛織社宅建築群）
- 加古川溫泉（日语：加古川温泉）

## 教育

### 大學
- 兵庫大學（日语：兵庫大学）

## 姊妹、友好城市

### 海外
- 馬林加（巴西巴拉那州）
- 懷塔克雷（紐西蘭奥克兰大区）

## 本地出身之名人
歴史人物'
- 糟屋武則：安土桃山時代大名-，賤岳七本槍之一人。
- 道摩法師：平安時代的咒術師。
- 櫛橋光（日语：櫛橋光）：安土桃山時代黑田孝高之妻。

藝文
- 伊東雜音：插畫家

演藝
- 上野樹里：演員(擔任加古川觀光大使)
- 陣内智則：搞笑藝人
- 渡邊志穗：藝人
- 高塚正也：聲優
- 岸野里香：藝人
- 城恵理子：藝人

體育
- 長谷川滋利：棒球選手

## 外部連結
- （日語） 加古川觀光協會（页面存档备份，存于）
- OpenStreetMap上有關加古川市的地理